# 島根女子大生死体遺棄事件
島根女子大生死体遺棄事件（しまね じょしだいせいしたいいきじけん）は、2009年（平成21年）11月6日に発覚した死体遺棄事件。
浜田事件、浜田学生遺棄事件、島根女子大生殺害事件、島根女子大生バラバラ殺人事件と記載されることもある。
2012年10月26日の死体遺棄罪単体での公訴時効成立後も容疑を殺人罪に切り替えて捜査が行われていた。長らく未解決であったが事件から7年が経った2016年12月、捜査本部は事件直後に事故死していた人物が被疑者であると特定した。

## 事件の概要

### 事件発覚
2009年11月6日、広島県と島根県の県境に近い広島県山県郡北広島町の臥龍山（がりゅうざん）山頂付近で、女性の頭部が発見された。DNA鑑定の結果、島根県浜田市で10月26日から行方不明になっていた19歳の女子大生と確認された。死亡時期は約1週間前から2週間前。広島県警・島根県警は合同捜査本部を設置して残りの遺体発見、被疑者特定などの捜査を開始。11月7日に左大腿骨の一部、11月8日に両手足の無い胴体部分、11月9日に左足首、11月19日に爪が発見された。

### 犯行の状況
- 死亡推定時期は2009年10月26日 - 31日。
- 遺体状況から連れ去りに近い時間に死亡。
- 頭部に殴打された跡。
- 首を絞められた可能性が高い。
- 遺体損壊に鋭利な小型の刃物を使用[8]。

### 犯行の特徴
手口の異常性・残虐性、損壊・遺棄の執拗さ・異様性。

### 遺留品など
被害者の血がつき、胴体に付着していたビニール片が遺留品となっている。捜査本部はNTTが電話帳の配達に使用するポリ袋の一部とみている。配達の年・地域によって色や文字・デザインが異なることがある。犯人の遺留品とみて、包装資材業者など流通ルートを調べた。その結果、インクの成分から1995年初めに広島県の5市（三次市、安芸高田市、東広島市、呉市、三原市）に配達されていたものであることが判明したと報道された。2016年12月になり、事件直後に死亡した男の実家があった山口県下関市内でも同種のポリ袋が配布されていたことが新たに判明した。

### 被害者
被害者の女子大生は出身地の香川県の商業高校を卒業後、浜田市にある島根県立大学に進学。学業やサークル活動、アルバイトなどまじめで特定の異性交遊はなかった。また目立ったトラブルはなかった。
被害者は殺害の約半年前まで出身地である香川県の坂出市に居住し、事件当時は両親も同地に在住していた。そのため、香川県は事件現場と隣接も近接もしていないが、香川県内のテレビ（同じ放送エリアである岡山県のテレビ局も含む）・新聞といったマスメディアは、全国ニュース以外のローカルパートでもこの事件を盛んに報道し、周辺住民や元教諭がインタビューに答えるなどした。また、被害者は前年度まで高松市の香川県立高松商業高等学校英語実務科に在籍していたことから、同校では緊急の全校集会を開いて全員で黙とうを行い校長が生徒らに事件の説明したり、その後元担任が記者会見を開いて行方不明後の心配や当時の心境を語ったりするなど、事件は遠く離れた地元・香川県でも大きな衝撃を与え、異例の扱いとなっている。その影響は坂出市の実家周辺にも及び、過熱する報道に対して両親が遺族らへの取材自粛を求めるコメントを広島・島根両県警を通じて発表したほどであった。

## これまでの経過
- 2009年
  - 10月26日 - 浜田市内のアルバイト先であるショッピングセンター（ゆめタウン浜田）内のアイスクリーム店を退店後、足取りが途絶えた[18][19][20]。
  - 10月26日 - アルバイト先を出た後、後を追うように走る白いセダン（トヨタ・マークII）が目撃されている。
  - 10月28日 - 両親が捜索願を提出。
  - 11月2日 - 島根県警が公開捜査に踏み切る。
  - 11月6日 - 臥龍山で遺体の一部を発見。
  - 11月7日 - 広島・島根両県警が合同捜査本部設置。
  - 11月30日 - 学生寮への帰宅ルート付近（寮まで約500メートル）で靴を発見（ただし、その靴は被害者のものとは特定できず）。
  - 12月26日 - 合同捜査本部が情報提供を求めるフリーダイヤル開設。
- 2010年
  - 1月20日 - 安藤隆春警察庁長官が犠牲になった女子大生の遺影に黙とう、早期解決を誓う[21]。
  - 2月26日 - 本件に捜査特別報奨金制度適用。
  - 4月26日 - 情報提供を呼びかけるビラ1万1千枚配布。
  - 9月22日 - 浜田市が10月26日を「いのちと安全安心の日」と制定。
  - 10月26日 - 島根県警本部長が「総力をあげて事件解決を」と訓示。
  - 10月28日 - 警察庁長官が未解決事件を「1件残らず解決のため全力尽くす」と表明した。
- 2011年[2]
  - 1月7日 - 島根県警は署長会議を開き、本部長が「粘り強い捜査で早期解決を」と訓示。
  - 2月9日 - ロシア海洋国立大（英語版）、犠牲になった女子大生をしのび奨学金創設。これは被害者が生前、同大への留学を希望していたためである[22]。
  - 2月24日 - 犠牲になった女子大生の両親「一日も早い解決を」とコメントした。
  - 2月26日 - 警察庁、捜査特別報奨金制度の適用を1年延長。島根・広島合同捜査本部、臥龍山周辺などで情報提供呼びかけのチラシを配布。
- 2012年
  - 10月26日 - 死体遺棄罪単体での公訴時効3年を迎えたため、容疑を時効のない殺人罪に切り替えて捜査を継続することを発表した。浜田市内で追悼のろうそくが灯され、同級生、教職員が黙とうをささげた。島根、広島両県警が情報提供を求めるチラシ配布[23]。
- 2016年
  - 12月20日 - 島根・広島両県警合同捜査本部は、遺体が見つかった2日後の2009年11月8日に山口県内の高速道路で事故死した当時30代の会社員の男が本事件に関わった疑いが強いとみて、被疑者死亡のまま松江地方検察庁へ書類送検した[24]。
- 2017年
  - 1月31日 - 松江地検が被疑者死亡で不起訴処分[25]。

## 被疑者
捜査は難航していたが、2016年の頭から過去に性犯罪歴のある人物を捜査し直していた所で事件当時益田市に在住していた被疑者が浮上。男は事件から5年前の2004年に通りかかった女性にわいせつな行為をしようとしてけがをさせるなど3つの事件を起こし、懲役3年6ヶ月の判決を受けていた。被疑者と被害者との間に接点は無かった。被疑者は遺体が見つかった2日後の2009年11月8日に山口県内の高速道路で事故死したが、遺品であるデジタルカメラとUSBメモリから死亡直前に削除されていた画像を復元し、行方不明後の被害者の遺体や包丁など57枚の画像が確認された。
被疑者の特定に至った決定打とされる画像は複数枚あるが、中でも被疑者宅の壁や風呂場を背景に被害者が撮影されていた画像データが揺るがぬ証拠となった。
2016年12月20日、島根県警察・広島県警察合同捜査本部は、被疑者を殺人・死体損壊・死体遺棄罪で、松江地方検察庁に事件を送致。
2017年1月、松江地検が被疑者死亡で不起訴処分。

### 犯人のプロファイリング
警察庁科学警察研究所（科警研）による犯人像
- 被害者の通勤路沿線などに居住（一定の土地鑑がある）。
- 20～40歳代程度の男。
- 単独犯。
- 夜間から早朝にかけ遺体が運ばれる（日中は臥龍山を訪れる人が多い）[30]。

## 捜査
捜査本部は女子大生の帰宅ルートで通行車両などに情報提供を求めていた。
- 事件前後に臥龍山につながる道路を通行した車両。
- 靴発見現場でのカンガルーバーが付いた四駆車両。
- 同現場付近に不審な動きをしていた、黒のワゴン車の目撃情報。
- 被害者の勤務先付近で目撃された、白いセダン。
- 残虐なシーンのあるビデオを借りた者。
- 目撃情報・被害者の交友関係に関する聞き込み。
- 刃物購入者の画像分析。
- 臥龍山に至る沿線の空き家の捜査（遺体損壊現場特定のため）[31]。

2010年9月末までに、延べ6万人の捜査員を投入した。捜査本部に寄せられた情報は約1690件。

### その他の関連事実
被害者の実家に無言電話があり、捜査していた。

## 報奨金
2010年2月に当事件は捜査特別報奨金制度の対象になった。通常は発生から半年以上経った事件に適用されるが、本件は発生から3ヶ月余で適用されており異例である。以降毎年更新され、事件解決・被疑者検挙に直接つながる有力情報の提供者（警察関係者を除く）に最大300万円が支払われることになっていた。
2017年3月、島根県警は被疑者に繋がる有力な情報を提供した3人に計300万円が支払われると発表した。県警は情報提供の具体的な内容等は明らかにしていない。

## 事件の影響
浜田市では、10月26日を「いのちと安全安心の日」と制定し、「市犯罪のない安全安心なまちづくり推進協議会」が発足した。